# Joseph Kriechbaumer

Porträt von Joseph Kriechbaumer

Joseph Kriechbaumer (* 13. März 1819 in Tegernsee; † 2. Mai 1902 in München) war ein deutscher Entomologe.

## Leben
Joseph Kriechbaumer besuchte zuerst die Volksschule in seinem Geburtsort, dann bis 1838 das (heutige) Wilhelmsgymnasium München. Anschließend studierte er in München zuerst Philosophie, dann Medizin und Naturgeschichte. Er promovierte in Medizin mit einer entomologischen Doktorarbeit. Er praktizierte jedoch nicht als Arzt. 1844 bis 1853 arbeitete er in der katholischen Kantonsschule in Chur als Lehrer der Naturgeschichte. 1847 heiratete er, seine Frau verstarb jedoch schon 1849. Ab 1853 lehrte er in verschiedenen Schulen in München. 1858 wurde er mit der Leitung der neu errichteten Gewerbeschule in Ingolstadt betraut. Er veröffentlichte mehrere entomologische Arbeiten. Von Januar 1859 an war er als Konservator der zoologisch-zootomischen Sammlungen (der jetzigen Zoologischen Staatssammlung München). Dort war er neben den Insekten zunächst auch für Weichtiere zuständig. Er wurde aber bald ein bekannter Spezialist für Hautflügler (Hymenoptera). Im Jahr 1892 wurde er zum Mitglied der Leopoldina gewählt. 1898 wurde Kriechbaumer zum II. Konservator der ZSM berufen, was heute einem 2. Direktor entspricht. Ab Herbst 1901 konnte er wegen Krankheit nicht mehr arbeiten und starb am 2. Mai 1902 in München. Er wurde in seiner Geburtsstadt beerdigt.

## Wissenschaftliche Bedeutung
Joseph Kriechbaumer war vor allem ein bekannter Spezialist für Hautflügler, er hat fast 300 einzelne wissenschaftliche Artikel, vor allem über Schlupfwespen (Ichneumonidae), Bienen (Apiformes) und Blattwespen (Symphyta) publiziert. Er hat eine Reihe von Arten neu beschrieben.
Kriechbaumer hat in der Entomologischen Sammlung der heutigen Zoologischen Staatssammlung München viele Insekten sortiert, bestimmt und katalogisiert.